# Protaetia rataji
Protaetia rataji är en skalbaggsart som beskrevs av Miksic 1980. Protaetia rataji ingår i släktet Protaetia och familjen Cetoniidae. Inga underarter finns listade i Catalogue of Life.